# 鱗頭擬牛魚
鱗頭擬牛魚為輻鰭魚綱鱸形目南極魚亞目擬牛魚科的其中一種，分布於澳洲東南部淡水、半鹹水域，體長可達36公分，生活在有沉積物、水流緩慢的溪流、河口區，成魚每年4月下旬至8月會洄游至河口區產卵，為底棲性魚類，屬肉食性，以甲殼類、昆蟲、軟體動物、魚類等為食，能忍受鹽度變化，可做為觀賞魚。

## 擴展閱讀
維基物種上的相關：鱗頭擬牛魚